# Арамбуру (острів)
Арамбуру (англ. Aramburu) — це острів площею 17 акрів (6,9 га) в затоці Річардсон, Марін, Каліфорнія. Виник в 1950-х і 1960-х роках в результаті скидання в затоку грунту, вичерпаного при будівництві прилеглих об'єктів.
У той час як природні процеси ерозії призвели до його повільного скорочення протягом наступних десятиліть, в 2010 році в ході відновлювальних робіт було додано велику кількість матеріалу для запобігання подальшій ерозії, і він перетворився на «стійке середовище проживання птахів».

## Розташування та доступ
Острів Арамбуру знаходиться в затоці Річардсон, западині затоки Сан-Франциско на північ і північного-заходу від Золотих воріт. Приблизно в одній милі (1,6 км) на схід знаходиться півострів Тібурон (і сам Тібурон). На півдні острів відокремлює канал від коси Строберрі (англ. Strawberry Spit). Острів погано видно з сусідніх доріг; за словами журналу «Marin Magazine», «єдині люди, які мають вид на острів Арамбуру», — це деякі жителі Строберрі.
Острів є природним заповідником, і, відповідно, доступ до нього обмежений; дістатися туди можна тільки на човні. У 2020 році пандемія COVID-19 в Каліфорнії стала становити ризик передачі інфекції під час зборів; оскільки багато закритих місць відпочинку були закриті, натовпи людей збиралися в громадських парках, порушуючи правила соціального дистанціювання. У зв'язку з цим 22 березня того ж року видали наказ про закриття всіх відкритих парків і заповідників. 31 березня в цей наказ були внесені зміни, що забороняють в'їзд на автомобілі в будь-який парк або зону відпочинку.
Наказ був скасований для деяких парків 17 травня, а для всіх парків — 1 червня. Протягом травня-серпня острів Арамбуру і його околиці стали популярним місцем відпочинку для підлітків.

## Історія
Земля, яка зараз являє собою острів Арамбуру і косу Строберрі, утворилася в період з кінця 1950-х по початок 1960-х років в результаті скидання великої кількості відходів в затоку Річардсон. Цей матеріал був отриманий в результаті днопоглиблювальних робіт з розширення каналів, а також в результаті будівництва житла на Строберрі-Пойнт.
Острів Арамбуру і коса Строберрі, хоча і були сформовані як єдине ціле, були розділені на початку 1980-х років. Ель Арамбуру, інспектор округу Марін, наказав прорити канал між косою і тим, що потім стало островом Арамбуру, тому що він «не думав, що там слід будувати будинки». Коли острів Арамбуру був спочатку відрізаний від коси, його площа становила 34 акра (14 га). Однак протягом наступних кількох десятиліть процеси берегової ерозії призвели до того, що східний берег острова відступив більш ніж на 130 футів (40 м), зменшивши його площу до 17 акрів (6,9 га). Отриманий ділянку суші був описаний як «рішуче неромантичний» і «насправді просто гігантська купа бруду».

## Удосконалення
У листопаді 2007 року в результаті зіткнення контейнеровоза M/V Cosco Busan з мостом через затоку Сан-Франциско і Окленд стався витік 53 569 галонів (202 780 л) мазуту; за оцінками, в результаті загинуло близько семи тисяч птахів. Згодом власник і оператор судна уклали мирову угоду, згідно з якою більше 32 млн доларів США повинні були фінансувати проекти з відновлення середовища проживання в цьому районі. З них приблизно 2,4 млн доларів (еквівалентно 3 млн доларів у 2022 році) пішли на острів Арамбуру. Подальші роботи, що склали загальні витрати в розмірі 4,2 млн доларів (еквівалентно 5,24 млн доларів в 2022 році).
У той час острів Арамбуру, а також прилеглі острови були «практично невідомі». Однак у 2011 році округ Марін розпочав проект зі створення нового пляжу, використовуючи гравійні бар'єри, більш стійкі до ерозії. Роботи, що почалися влітку, почалися зі зрізання схилів на східній стороні острова, які стали нестійкими. Потім була побудована «рампа» з матеріалів, які «близько відповідали природним пляжам затоки», включаючи гравій, пісок, подрібнені устричні раковини і евкаліптові колоди з місцевих джерел. Інвазійні рослини, які займали близько 60 % відсотків острова, були вирубані; їх замінили рослинами, відібраними екологами і посіяними в пластикові трубки учнями старших класів. Проект, що включав в себе переміщення декількох тонн матеріалу, видалення великої кількості рослинності, заміну її більш ніж 36 000 рослин, відібраних екологами, і активні заходи по відгону — канадських казарок, був описаний як «дозвіл природі йти своєю чергою».
У 2012 році проект планувалося завершити до 2017 року. У грудні 2017 року все ще вівся пошук добровольців у віці від 12 років і старше для допомоги в перетворенні острова в місце проживання берегових птахів. У червні 2020 року цвітіння водоростей «задушило» милі берегової лінії навколо Строберрі-Пойнт і «покрило килимом» берега острова Арамбуру.

## Тварини
З кінця 1960-х років тюлені іноді використовували острів як місце лежбища, а в 1975 році він служив притулком для приблизно 30 % відсотків популяції тюленів затоки Сан-Франциско. Однак останній раз тюленів бачили на острові в 1985 році. Результати проекту з відновлення середовища проживання, розпочатого в 2011 році, включають подвоєння кількості птахів, що спостерігаються на острові, і поява на острові — чорних кулик-сорок. У період з квітня по жовтень 2012 року в спільному звіті служби охорони рибних ресурсів і дикої природи США і Національного товариства Audon було виявлено, що на острові також мешкають чорношийні ходулочники і кільдинги, висиджують пташенят. У період з квітня по жовтень 2012 року в спільному звіті Служби рибних ресурсів та дикої природи США і Національне Одюбонівське товариство було виявлено, що на острові також мешкали — пісочники крикливі. У звіті також детально описані спроби вигнання з острова канадських казарок.
Хоча попередні роботи на скелях острова не увінчалися успіхом у вигнанні птахів, були використані різні пристосування, включаючи сітку з точно розташованих струн і скульптуру койота. На відміну від подібних спроб вигнання, зроблених в інших місцях, в цих спробах не використовувалися вибухові речовини або гучномовці.